# شيبوب بن شداد
شيبوب بن زبيبة أو شيبوبة هو أخ الشاعر المعروف عنترة بن شداد من جهة الأم وَمُساعده، اشتهر برماية السهم والقوس ويُقال أنه كان عدّاءً سريعاً.
حمى شيبوب عنترة من الموت في عدة مرات أشهرها قتله لبسام وكان عبداً عند الربيع بن زياد عند اقترابه من عنترة لقتله في إحدى المعارك
وسبقه شيبوب بإحدى نباله وأرداه قتيلاً قبل قتله لعنتر.

## نسبه
شيبوب من نسل حبشي غير عربي يقال بن شداد مجازاً وليس له أيُ علاقةٍ بشداد إلا كونه عبدٌ له.